# Nilson Angulo
Nilson David „Pepo” Angulo Ramírez (ur. 19 czerwca 2003 w Quito) – ekwadorski piłkarz występujący na pozycji ofensywnego pomocnika lub skrzydłowego, reprezentant Ekwadoru, od 2022 roku zawodnik belgijskiego Anderlechtu.